# Jules Lacroix de Marlès
Jules Lacroix de Marlès est un écrivain catholique et historien français du XIXe siècle. Il est l'un des principaux rédacteurs de l'Encyclopédie Catholique.

## Publications
- Beautés de l'histoire de la domination des Arabes et des Maures en Espagne et en Portugal ou Abrégé chronologique de l'histoire de ces peuples, jusqu'à leur expulsion de la péninsule ; contenant en outre des notices sur leurs conquêtes, leur religion, mœurs, arts, usages ; des anecdotes curieuses et intéressantes, des traits divers d’héroïsme, de courage, de grandeur d'âme, etc., Paris, A. Eymery, 1824. 6 gravures.
- Histoire de la domination des Arabes et des Maures en Espagne et en Portugal, depuis l'invasion de ces peuples jusqu'à leur expulsion définitive. Rédigée sur l'histoire traduite de l'arabe en espagnol de Joseph Conde, Paris, Alexis Eymery, 1825. 3 volumes.
- Pierre de Lara, ou l'Espagne au XIe siècle, Paris, A. Eymery, 1825.
- Les Aînés à M. le Président du Conseil, épître, Lugan, 1826.
- Histoire générale de l'Inde ancienne et moderne, depuis l'an 2000 avant J. C. jusqu'à nos jours, Paris, Emler frères, 1828. 6 volumes.
- Merveilles de la nature et de l'art dans les cinq parties du monde ou Description des objets les plus curieux, tant sous le rapport de l'histoire naturelle, comme grottes, cascades, sources, montagnes, rochers, torrens, vues pittoresques, etc., que sous celui de l'art, comme antiquités, monumens, constructions singulières ou gigantesques, etc., Paris, Librairie d'éducation d'Eymery, Fruger et Compagnie, 1829-32. 10 volumes.
- La Fiancée royale, histoire franco-gauloise, Dumont, 1833.
- Continuation de l'Histoire d'Angleterre du Dr Lingard, depuis la Révolution de 1688 jusqu'à nos jours, Paris, Parent-Desbarres, 1833. 8 volumes.
- Les phénomènes de la nature, ou Description des principales curiosités, des bizarreries, singularités, monstruosités, productions extraordinaires répandues dans diverses contrées de la terre, Paris, Désirée Eymery, 1835. Frontispice, 4 gravures hors-texte.
- L'Orphelin allemand, ouvrage moral et amusant, traduit librement de Salzman par M. de Marlès, Eymery, 1835.
- Alfred ou Le jeune voyageur en France, Paris, Didier (Bibliothèque des familles), 1835. 4 gravures.
- Oscar ou Le jeune voyageur en Angleterre, en Écosse et en Irlande, Paris, Didier (Bibliothèque d’éducation), 1836.
- Abrégé de l'Histoire d'Angleterre du Dr Lingard, Paris, Parent-Desbarres, 1836. 2 volumes.
- Paris ancien et moderne, ou Histoire de France divisée en douze périodes appliquées aux douze arrondissements de Paris, et justifiée par les monuments de cette ville célèbre, Paris, Parent-Desbarres, 1837-39. 3 volumes.
- Histoire naturelle, Le Bailly, 1838.
- Histoire d'Irlande, d'après Thomas Moore, suivie de l'histoire d'Écosse, d'après Fratzer Titler, et continuées jusqu'à nos jours, Paris, Parent-Desbarres, 1840.
- Histoire de Portugal, d'après la grande histoire de Schaeffer et continuée jusqu'à nos jours, Paris, Parent-Desbarres, 1840.
- Histoire de Russie depuis l'origine de la monarchie jusqu'à nos jours, Paris, Parent-Desbarres, 1840.
- Histoire de Marie Stuart, reine d'Écosse, Tours, A. Mame et Cie (Bibliothèque de la jeunesse chrétienne), 1840. 4 gravures sur acier.
- Les Jeunes Voyageurs en France et en Angleterre. Voyage pittoresque donnant la description de tout ce qu'il y a de plus curieux en France, en Angleterre, en Écosse et en Irlande, sous le rapport des beautés et des arts, et des détails intéressants sur l'histoire et les mœurs de leurs habitants, Paris, Librairie d’Éducation de Didier, 1842. 2 volumes. 12 gravures sur acier.
- Firmin ou Le jeune voyageur en Égypte, Tours, A. Mame et Cie, 1842. 4 gravures sur acier.
- Anna ou la piété filiale, Tours, A. Mame et Cie (Bibliothèque de la jeunesse chrétienne), 1842.
- Gustave ou Le jeune voyageur en Espagne, Tours, A. Mame et Cie (Bibliothèque de la jeunesse chrétienne), 1843. 4 gravures sur acier.
- Tableau de la Grèce ancienne et moderne, Tours, A. Mame et Cie, 1845.
- Histoire du chevalier de St Georges, prétendant à la couronne d'Angleterre, et du prince Charles Édouard, son fils, Limoges, Barbou frères, 1845. Réédition : Les derniers Stuarts, Limoges, Marc Barbou et Cie, 1887.
- Histoire descriptive et pittoresque de Saint-Domingue, Tours, A. Mame et Cie (Bibliothèque de la jeunesse chrétienne), 1845. (lire en ligne)
- Histoire de l'Inde ancienne et moderne,  Tours, A. Mame et Cie (Bibliothèque des écoles chrétiennes), 1845. Frontispice gravés par Paul Girardet d'après Karl Girardet.
- Histoire de la Pologne, Tours, A. Mame et Cie, 1846.
- Histoire de la conquête de l'Espagne par les Arabes, Tours, A. Mame et Cie (Bibliothèque des écoles chrétiennes), 1847. 6 gravures sur acier par Paul Girardet. Réédition : Jules de Marlès, La conquête de l'Espagne par les Arabes, Paris, Éditions du Trident, 2004 (Réimpression de l´édition de 1863).  (ISBN 2-84880-009-7).
- L'Orphelin allemand, par C. G. Salzman, traduit de l'allemand par M. de Marlès, Paris et Limoges, Martial Ardant frères, 1847.
- Histoire de la Suisse depuis l'origine jusqu'à nos jours, Tours, A. Mame et Cie, 1847. Frontispice gravé sur acier.
- Les cent merveilles de la nature, Tours, A. Mame et Cie (Bibliothèque des écoles chrétiennes), 1847. 2 gravures sur acier par Émile Rouargue.
- Le Bijou, ou la Probité récompensée, Paris et Limoges, Martial Ardant frères, 1848.
- Les Cent merveilles des Sciences et des Arts, contenant l'histoire du progrès de l'industrie, la description des Découvertes les plus utiles ou les plus remarquables faites dans les Arts, des Ouvrages les plus merveilleux sortis de la main des hommes, de diverses Machines et Procédés, etc., Tours, A. Mame et Cie, 1848.